# Kasteel Lembeck
Kasteel Lembeck of Slot Lembeck (Duits: Schloss Lembeck) is een waterslot bij de plaats Dorsten in de Duitse deelstaat Noordrijn-Westfalen, gelegen in de Kreis Recklinghausen. Het kasteel staat aan de westrand van het Naturpark Hohe Mark, een bosrijk gebied tussen Dorsten en Haltern am See. Het dorp Lembeck ligt ruim een kilometer ten noorden van het kasteel. De belangrijkste hoofdverkeerswegen in de omgeving zijn de Autobahn A31 (afrit 35 naar Lembeck) en de Bundesstraße 58 die van west naar oost 2,5 km ten zuiden van het kasteel langs loopt.
Het geheel omgrachte kasteel, dat dus een Wasserburg is, bestaat uit het hoofdgebouw en een L-vormige voorburcht (Vorburg). Daarnaast zijn er buiten de slotgracht nog enige bijgebouwen, waarin o.a. de bij het kasteel behorende horeca-gelegenheid is gevestigd.
De naam van het kasteel kan als leem-beek, modderige beek, verklaard worden; het kasteel ligt in een van nature drassige omgeving.
Het slot stamt uit de 13e eeuw, maar in 1170 stond er op de plaats van het huidige kasteel al een donjon.
Schloss Lembeck is de residentie geweest van invloedrijke adellijke heren, die in dienst van het Prinsbisdom Münster als ministeriaal bestuurstaken in de regio uitoefenden. Zij bestuurden in de 17e en 18e eeuw de Heerlijkheid Lembeck, zie onder Dorsten, hoofdstuk: Geschiedenis.
Het kasteel was nog tot 1960 bewoond door leden van adellijke families.
De belangrijkste bewoners van het kasteel waren:
- Bernhard von Westerholt-Hackfurt zu Entinge, tijdens de Dertigjarige Oorlog een belangrijk officier in de Katholieke Liga; moest toezien, hoe het kasteel van 1633-1641 in protestantse handen was;
- diens kleinzoon Dietrich Conrad Adolf von Westerholt-Hackfurt, door de bisschop van Münster tot rijksgraaf verheven, liet het kasteel in barokstijl ingrijpend vernieuwen (1670-1692);
- diens schoonzoon Ferdinand Dietrich Freiherr von Merveldt zu Westerwinkel, sedert 1726 rijksgraaf; stamvader van het geslacht, dat het kasteel tot op de huidige dag in eigendom heeft.

Vanaf circa 1726 is het kasteel fasegewijs onder leiding van de beroemde architect Johann Conrad Schlaun op fraaie wijze in late barokstijl verbouwd en aangepast.
Gedeelten van het kasteel zijn sinds 1952 museaal in barokstijl ingericht met o.a. Chinees porselein, wandtapijten uit Vlaanderen, portret- en andere schilderijen en kostbare meubels. Dit alles kan in het kader van een rondleiding door het kasteel worden bezichtigd.
In een aparte zolderruimte in het kasteel is het streekmuseum (Heimatmuseum) van het onder de gemeente Dorsten ressorterende dorp Lembeck gehuisvest, met een collectie vooral 19e-eeuwse en vroeg 20e-eeuwse gereedschappen e.d. van boeren en ambachtslieden uit het dorp. Rondleidingen worden verzorgd in het streekdialect of in standaard Duits.
Verder kan men zalen in het kasteel afhuren voor vergaderingen, concerten, seminars, bruilofts- en andere feesten enz. Jaarlijks vinden er enige speciale evenementen plaats, zoals een jacht- en outdoorbeurs eind maart en een kunstbeurs eind augustus.
Ook kunnen mensen zowel burgerlijk als kerkelijk (mits zij rooms-katholiek zijn) in het kasteel met elkaar trouwen. Daarvoor zijn twee verschillende ruimtes beschikbaar.
Het kasteel wordt door een groot kasteelpark met rododendron- en rozentuinen en een apart kinderspeelterrein omgeven, en beschikt over een café-restaurant.

## Galerij

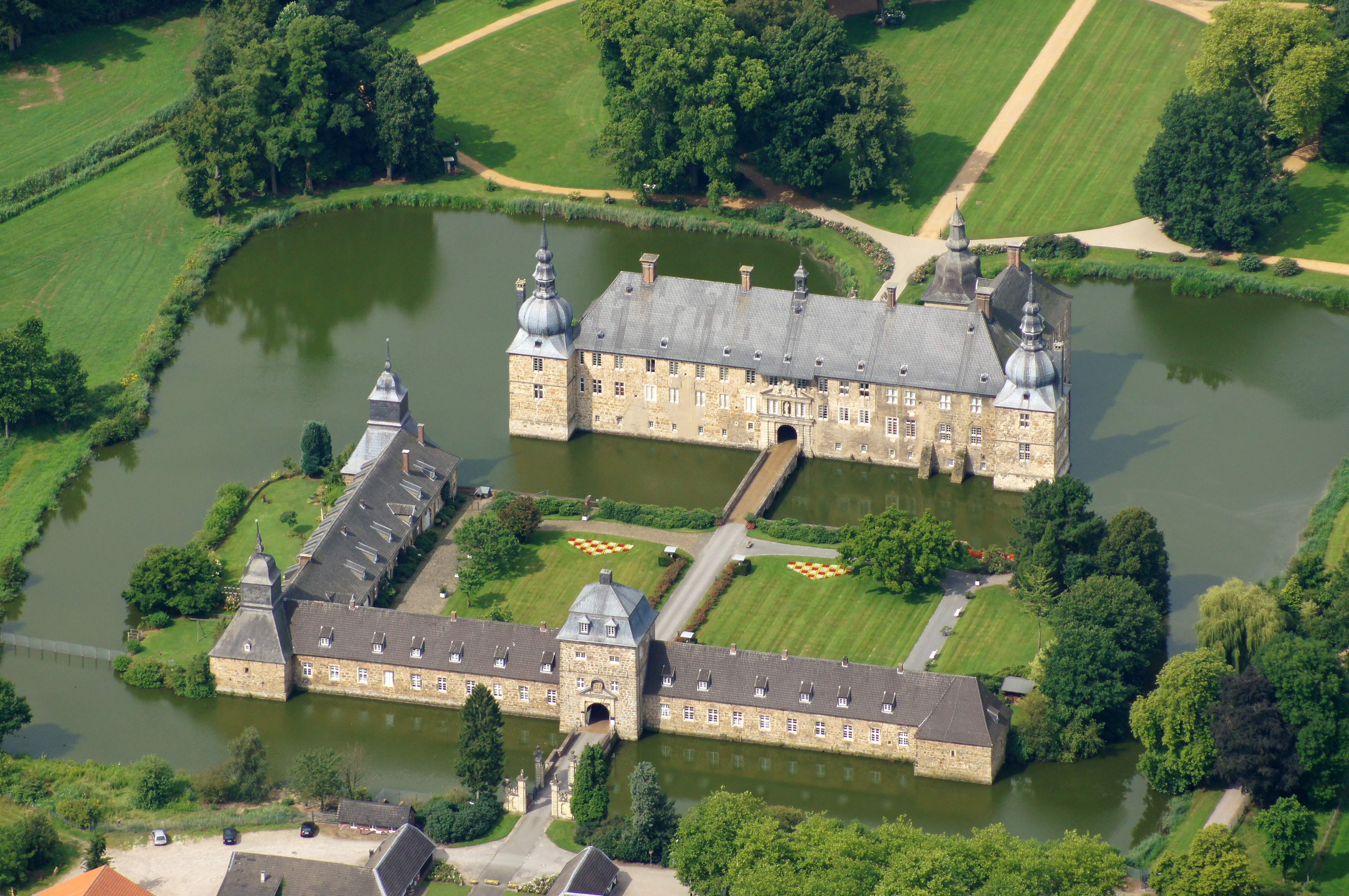
Luchtfoto voorburcht en hoofdgebouw
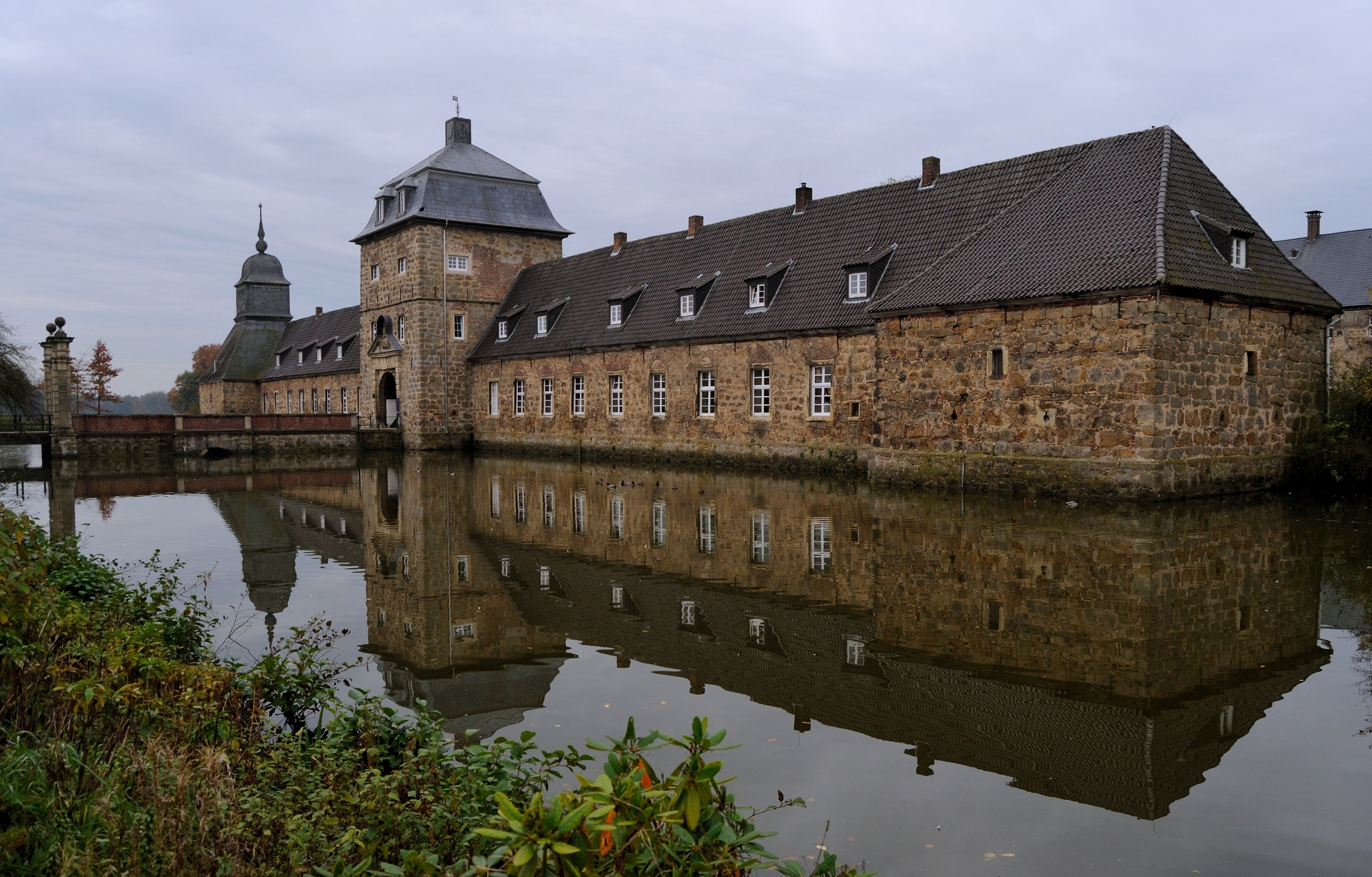
Voorburcht vanuit het NO
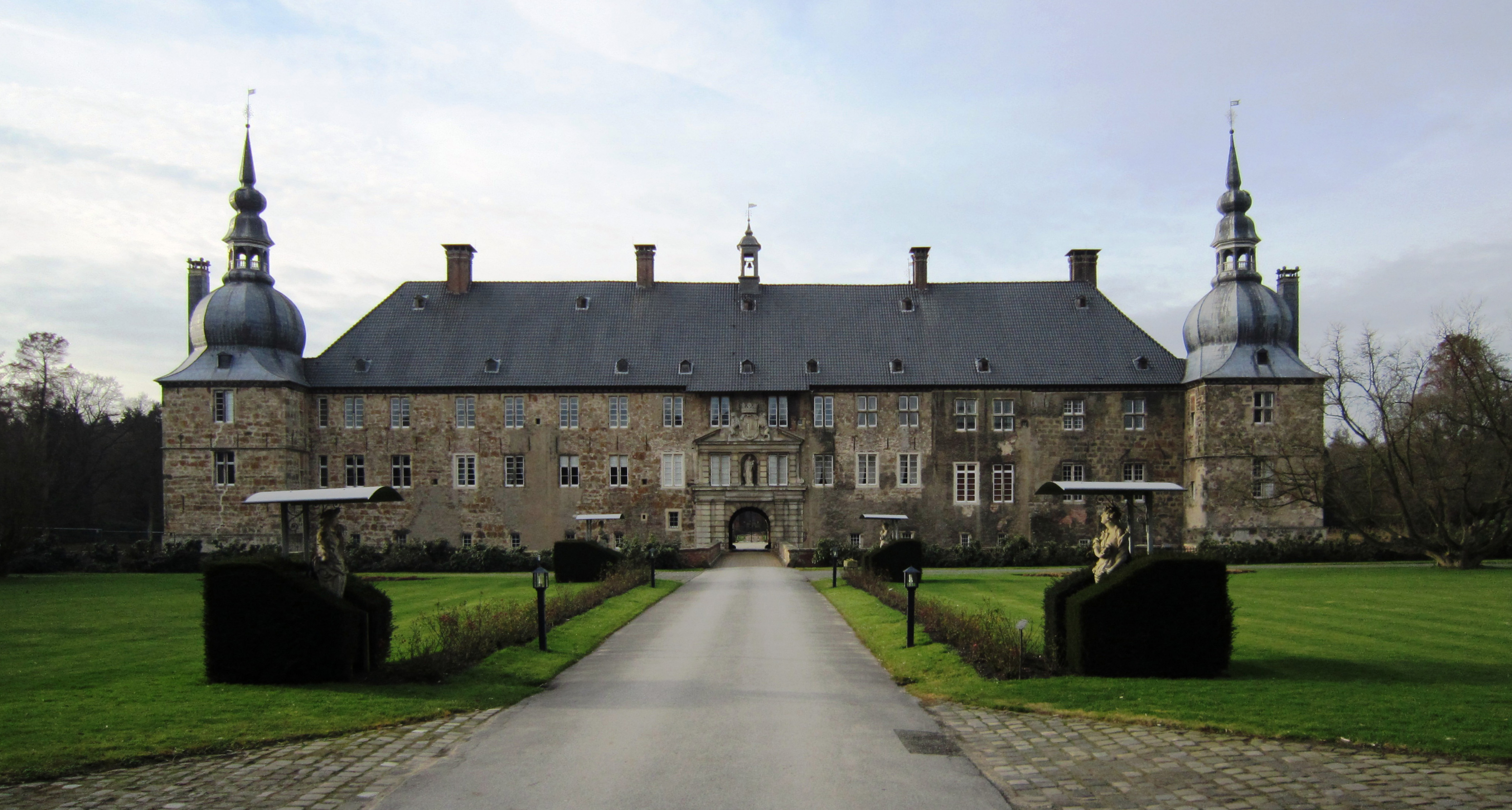
Hoofdgebouw vanuit het oosten
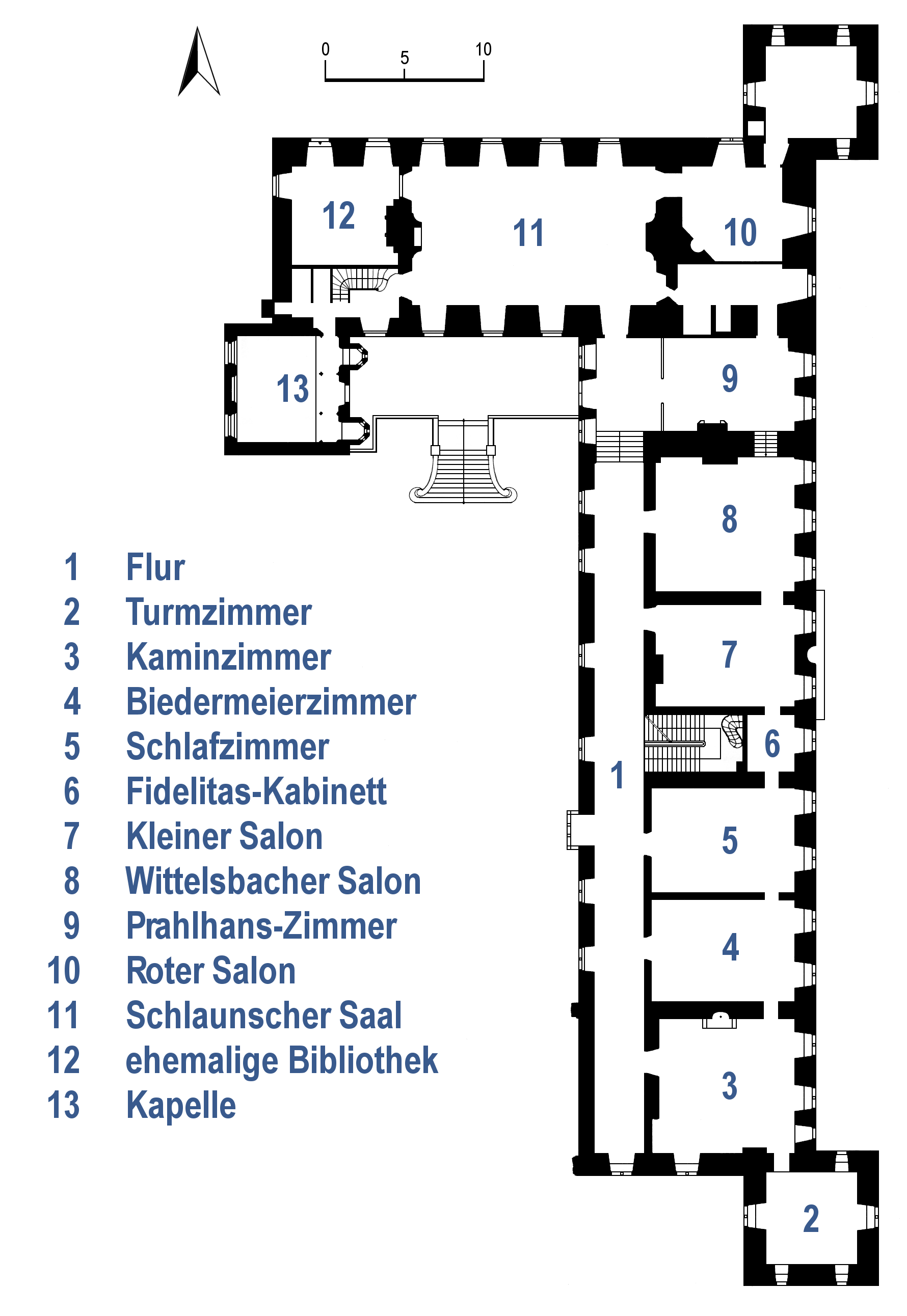
Plattegrond parterre
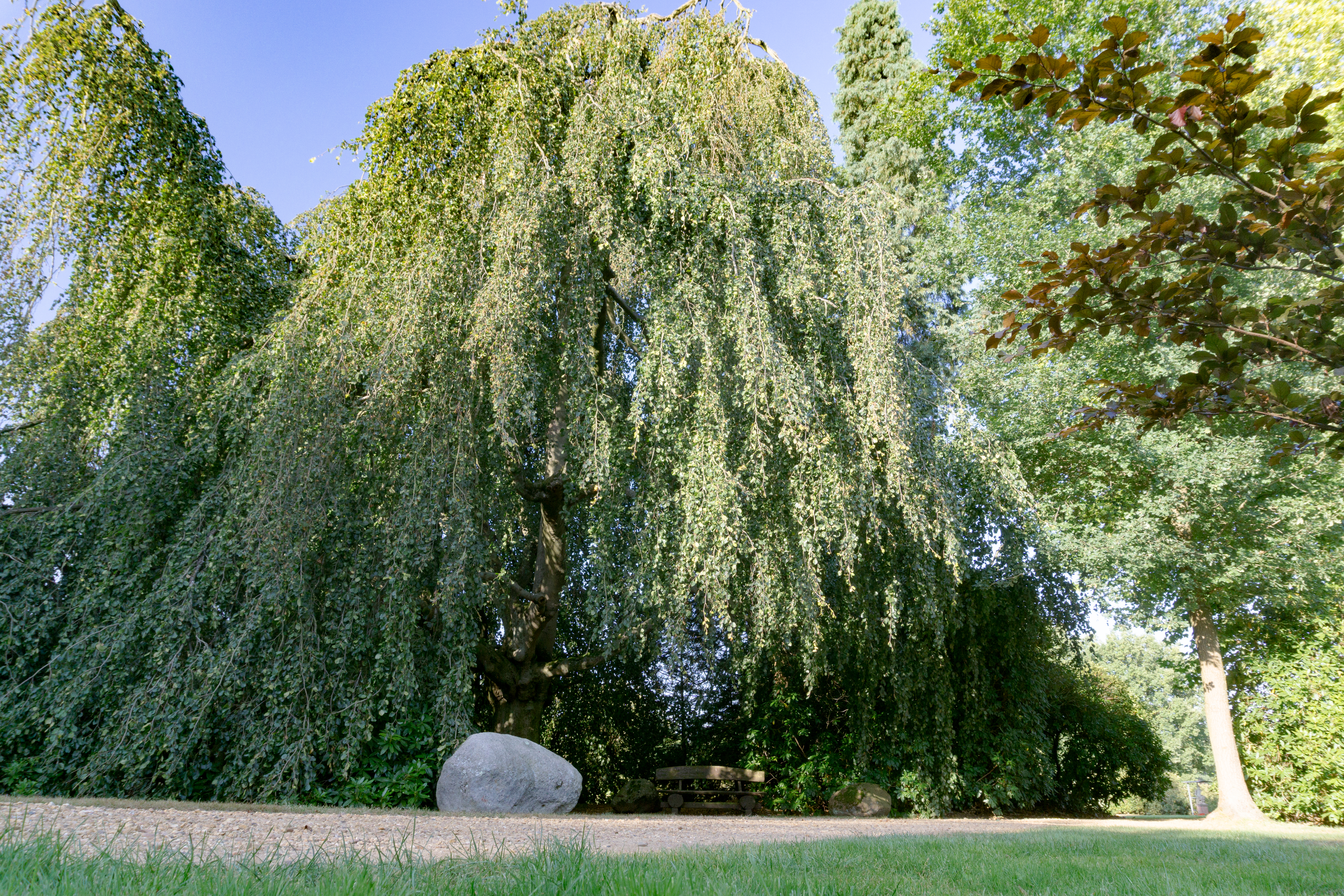
Fraai bomen in het kasteelpark

## Weblinks
- www.schlosslembeck.de Website van het kasteel
- Wie aan de linkerzijde op Deutsch klikt, komt op de Duitse Wikipedia-pagina over het kasteel, waar zeer uitvoerig op de geschiedenis, de bewoners, de bouwkundige details e.d. van het kasteel wordt ingegaan.